# دالنگورسک
شهر دالنگورسک (به روسی: Дальнегорск) در کشور روسیه و در کرای پریمورسکی واقع شده‌است.